# یالتا، کوئینزلند
یالتا (به انگلیسی: Yatala) یک حومه شهر در استرالیا است که در کوئینزلند واقع شده‌است.